# 皆川亮二
皆川亮二（1964年7月5日—）、日本漫画家。東京都墨田區出身。

## 作品
1988年推出第壹本個人作品《Heaven》
- 轟天高校生、全11冊、（東立代理）、現已絕版。原名（高樹宙原作）

劇場版動畫電影《Spriggan》，由大友克洋於1998年製作，以此漫畫的「諾亞方舟篇」和「御神苗抹殺計畫」二篇章為劇本。（台版DVD，《世界末日》，由普威爾國際代理。
- 《KYO》（1995年）
- ARMS神臂、全22冊（東立代理）、原名
- D-LIVE!~生存競爭、全15冊（東立代理）、原名[1]
- ADAMAS鑽石的王女（日语：ADAMAS）、全11冊（尖端代理）、原名

- 和平捍衛者、全17冊（青文代理）；PEACE MAKER（玉皇朝版）、原名

- 海王但丁[2][3]、全13冊、原名。（原作：泉福朗）

- HELLHOUND 地獄犬、原名、（東立代理）、既刊4巻[4]

## 助手
- 夏目義徳
- 田中顕
- 森尾正博

## 外部連結
- （日語）
- （日語）